# Herman Van Gansen
Herman Van Gansen (* 1. Februar 1954 in Antwerpen) ist ein ehemaliger belgischer Radrennfahrer und nationaler Meister im Radsport.

## Sportliche Laufbahn
Van Gansen war Bahnradsportler. 1973 gewann er als Amateur die nationale Meisterschaft in der Einerverfolgung. Im Finale schlug er Jean Lindekens. Auch in der Mannschaftsverfolgung holte er den Titel. Mit ihm wurden Alex Van Linden, Léon Daelemans und Walter Huybrechts Meister. 1974 gewann mit Walter Huybrechts, Hugo Van Gastel und Roger De Beukelaer erneut die Meisterschaft in der Mannschaftsverfolgung. Im Meisterschaftsrennen im Derny gewann er hinter Van Gastel Silber.